# Вірменська національна рада (1917—1918)
Вірменська національна рада (вірм. յոցայոց Ազգային Խորհուրդ) була постійним виконавчим органом, сформованим  Вірменським національним конгресом в Тбілісі (тоді Російська імперія) у жовтні 1917 року. Рада була відповідальна за створення Першої Республіки Вірменія у травні 1918 року, першої незалежної вірменської держави з часів середньовіччя.

## Склад
Рада складалася з 15 членів, під головуванням Аветиса Арагоняна. Хоча в Вірменському національному конгресі панувала Дашнакцутюн, для компромісу з іншими політичними групами, Дашнакцутюн зайняла лише шість вільних місць у раді.
Первісні 15 членів були наступними:
- Аветис Агаронян (Дашнакцутюн), голова
- Арам Манукян (Дашнакцутюн)
- Нікол Агбалян (Дашнакцутюн)
- Рубен Тер-Мінасян (Дашнакцутюн)
- Хачатур Кар'їкян (Дашнакцутюн)
- Арташес Бабалян (Дашнакцутюн)
- Самсон Харутюнян (Народна партія)
- Мікаел Пападянян (Народна партія)
- Міша (Мікаел) Гарабекян (Соціал-демократична партія)
- Газар Тер-Газарян (Соціал-демократична партія)
- Хайк Тер-Оганян (Соціал-революційна партія)
- Анушаван Стамболцян (Соціал-революційна партія)
- Степан Маміконян (Безпартійний)
- Тигран Бекзадян (Безпартійний)
- Петрос Закарян (Безпартійний)

## Незалежність Вірменії
У травні 1918 р. Закавказька Федеративна Республіка розпалася. Вона керувала народами колишньої російської влади Закавказзя, у тому числі вірменами, грузинами і азербайджанцями. 26 травня Національна рада Грузії проголосила незалежність Грузії та мусульманська національна рада в Тбілісі 28 травня проголосила незалежність Азербайджану. Оскільки вірмени воювали з Туреччиною, Вірменська національна рада не хотіла проголошувати вірменську незалежність, але вирішила, що не має іншого варіанту з огляду на розпуск ЗДФР, і це рішення було оголошено 30 травня. Це призвело до створення Демократичної Республіки Вірменія.

## Мирний договір з Османською імперією
Після цього Національна рада направила своїх представників до Батумі, щоб домовитися про мирне врегулювання з Османською імперією, яка воювала з вірменами в районі поблизу Єревана. Батумський договір про мир і дружбу був підписаний 4 червня 1918 року. Договір означав прийняття територіальних втрат, особливо в провінціях Карс і Єреван; зменшення армії Вірменії; свобода для мусульман у новій державі; і право османської армії перетнути територію Вірменії.

## Формування кабінету
9 червня Національна рада Вірменії попросила політика Дашнакцутюна Ованеса Качазнуні сформувати уряд. Дашнаки хотіли, щоб це була коаліція з іншими партіями, відчуваючи, що вони занадто недосвідчені, щоб керувати самостійно. Однак жодна інша сторона не користувалася подібним рівнем підтримки народу. Народна партія, соціалісти-революціонери та соціал-демократи також посварилися між собою, зробивши коаліцію неможливою, тому 30 червня Качазнуні був змушений висунути кабінет, який складався виключно з Дашнакцутюна плюс одного безпартійного міністра.

## Переїзд до Єревана
17 липня Національна рада Вірменії переїхала з Тбілісі в Єреван. Це була суперечлива акція, оскільки майже мільйон російських вірменів не проживали у власне Вірменії, а в Грузії, Азербайджані та на Північному Кавказі. Однак відносини між Радою та новою Демократичною Республікою Грузія погіршилися до такої міри, що Рада більше не відчувала можливості залишитися в Тбілісі. Грузинські чиновники ухилялися від вірменських політиків, коли вони йшли до них. Вірменська національна рада та Кабінет міністрів поїхали до Єревану через Азербайджан, щоб уникнути османської армії. На відміну від грузин, азербайджанські чиновники влаштували теплий прийом вірменам.

## Рада стає Хорхурдом
Вибори були неможливими з огляду на ситуацію в Єревані, тому дашнаки, народники, есери і соціал-демократи вирішили перетворити Вірменську національну раду на законодавчу владу («Хорхурд») для нової держави, потроївши членство. Крім членів чотирьох партій, до її складу увійшли також безпартійні вірменські політики і представники меншин у республіці: шість мусульман, один єзид і один росіянин. Хорхурд вперше зустрівся 1 серпня 1918 року.